# Austrotriton garrardi
Austrotriton garrardi is een slakkensoort uit de familie van de Cymatiidae. De wetenschappelijke naam van de soort werd voor het eerst geldig gepubliceerd in 1970 door Beu.